# Sophronica rufula
Sophronica rufula là một loài bọ cánh cứng trong họ Cerambycidae.